# 로즈볼

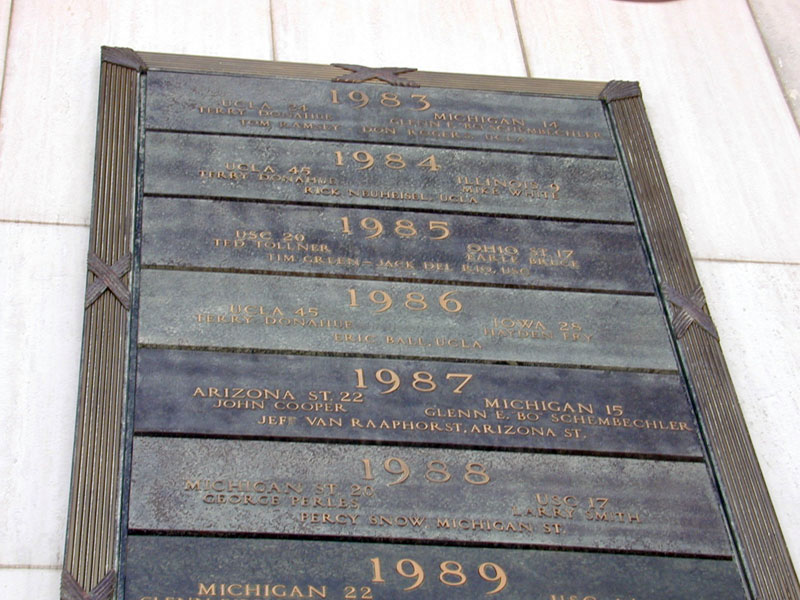
챔피언의 명당에 있는 로즈볼 기록판

로즈볼(Rose Bowl) 또는 로즈볼 게임은 한 해에 한 번 치르는 미국 칼리지 풋볼 볼 게임으로, 캘리포니아주 패서디나의 로즈볼 경기장에서 1월 1일(새해 첫 날)마다 열린다. 1월 1일 당일이 일요일인 경우 경기는 다음 날인 월요일에 열린다. 로즈볼의 닉네임은 "The Granddaddy of Them All"인데 이는 가장 오래 된 볼 게임임을 상징적으로 알려 준다. 1902년에 처음 개최하여 1916년 이후 지속되었다. 1945년 이후 이제까지 최고의 참석수를 자랑하는 칼리지 풋볼 볼 게임이 되어왔다.

## 같이 보기
- 로즈 퍼레이드